# Instytut (powieść Jakuba Żulczyka)
Instytut – powieść Jakuba Żulczyka, wydana przez wydawnictwo Znak 4 października 2010 roku.
Na podstawie powieści zrealizowano przedstawienie w Teatrze im. Jana Kochanowskiego w Opolu (premiera 7 stycznia 2022 roku).
W 2021 roku, nakładem wydawnictwa Legend Press, ukazało się angielskie tłumaczenie Instytutu.

## Czas i miejsce akcji
Akcja toczy się w bliżej nieokreślonym czasie, w ciągu kilku dni. Bohaterowie znajdują się w zamkniętym mieszkaniu w Krakowie, należącym do głównej bohaterki – Agnieszki.

## Bohaterowie
Agnieszka – 35 lat, właścicielka mieszkania zwanego Instytutem; otrzymała je w spadku po babci; po rozwodzie przeprowadziła się z Warszawy do Krakowa, zostawiając córkę z byłym mężem; pracuje jako barmanka w „Brzydkim Kocie”. Jest narratorem powieści.
Iga – współlokatorka Agnieszki, razem z nią pracuje w „Brzydkim Kocie”, jest punkówą, kłóci się z Sebastianem.
Sebastian – współlokator Agnieszki, dresiarz, pracuje jako ochroniarz w „Brzydkim Kocie”.
Jacek – współlokator Agnieszki, zwany przez pozostałych Rumunem ze względu na swój tryb życia – skończył SGH, pracuje w korporacji, nadal jednak wynajmuje mieszkanie z obcymi ludźmi.
Weronika – współlokatorka Agnieszki, mieszka w jednym pokoju z Igą, bardzo mało jest o niej wiadome, zarabia wróżeniem ludziom z kart.
Robert i Anka – znajomi Weroniki, zostali wraz z resztą uwięzieni w Instytucie.

## Wydanie z 2016
W 2016 roku ukazało się II-gie wydanie książki, znacznie zmienione i poprawione przez autora.